# New River Gorge National Park and Preserve
New River Gorge National Park is een Nationaal park in de Amerikaanse staat West Virginia, opgericht in 2020. Het omvat de kloof waar de New River doorheen stroomt. Deze rivier is in tegenstelling tot haar naam een van drie oudste rivieren ter wereld. De kloof is de diepste in de Verenigde Staten ten oosten van de Mississippi. Verder zijn hier de Sandstone Falls, het bijna uitgestorven stadje Thurmond, het stadje Grandview en de New River Gorge Bridge te vinden. Deze brug is een van de langste boogbruggen ter wereld. 
Acadia · American Samoa · Arches · Badlands · Big Bend · Biscayne · Black Canyon of the Gunnison · Bryce Canyon · Canyonlands · Capitol Reef · Carlsbad Caverns · Channel Islands · Congaree · Crater Lake · Cuyahoga Valley · Death Valley · Denali · Dry Tortugas · Everglades · Gates of the Arctic · Glacier · Glacier Bay · Grand Canyon · Grand Teton · Great Basin · Great Sand Dunes · Great Smoky Mountains · Guadalupe Mountains · Haleakalā · Hawaii Volcanoes · Hot Springs · Indiana Dunes · Isle Royale · Joshua Tree · Katmai · Kenai Fjords · Kings Canyon · Kobuk Valley · Lake Clark · Lassen Volcanic · Mammoth Cave · Mesa Verde · Mount Rainier · New River Gorge · North Cascades · Olympic · Petrified Forest · Pinnacles · Redwood · Rocky Mountain · Saguaro · Sequoia · Shenandoah · Theodore Roosevelt · Virgin Islands · Voyageurs · Wind Cave · Wrangell-St. Elias · Yellowstone · Yosemite · Zion